# Heteralex rarata
Heteralex rarata är en fjärilsart som beskrevs av Walker 1863. Heteralex rarata ingår i släktet Heteralex och familjen mätare. Inga underarter finns listade i Catalogue of Life.